# Шевченківське (Криворізький район)
Шевченківське (з 1930 до 1944 року — Молочне, з 1944 до 2016 року — Орджонікідзе) — село в Україні, у Глеюватській сільській громаді Криворізького району Дніпропетровської області. 
Колишній адміністративний центр Шевченківської сільської ради. Населення — 1 140 мешканців.

## Географія
Село Шевченківське знаходиться на лівому березі річки Саксагань, вище за течією на відстані 1 км розташоване село Кам'яне Поле, нижче за течією на відстані 2,5 км розташоване селище Гірницьке, на протилежному березі — місто Кривий Ріг. Поруч проходить залізниця, станція Саксагань за 2,5 км.

## Історія
У 1920-х роках на території села були землі підсобних господарств для забезпечення сільськогосподарською продукцією робітників сусідніх рудників. Згодом тут стали з'являтися перші хати і 1930 року було засноване селище Молочне, яке 1944 року було перейменоване на Орджонікідзе. На той час селище було підсобним господарством шахти імені Серго Орджонікідзе.
В часи радянської влади в Орджонікідзе розташовувалась центральна садиба радгоспу ім. Шевченка.
Рішенням Дніпропетровської обласної ради від 18.04.1995 селище Орджонікідзе переведене до категорії сіл.
Село було внесено до переліку населених пунктів, які потрібно перейменувати згідно із законом «Про засудження комуністичного та націонал-соціалістичного (нацистського) тоталітарних режимів в Україні та заборону пропаганди їхньої символіки».
На виконання цього закону село Орджонікідзе постановою Верховної Ради України № 1353-VIII від 12 травня 2016 року перейменоване на Шевченківське..

## Населення

### Мова
Розподіл населення за рідною мовою за даними перепису 2001 року:
| Мова            | Кількість | Відсоток |
| --------------- | --------- | -------- |
| українська      | 996       | 87.37%   |
| російська       | 132       | 11.58%   |
| білоруська      | 4         | 0.35%    |
| румунська       | 1         | 0.09%    |
| інші/не вказали | 7         | 0.61%    |
| Усього          | 1140      | 100%     |

## Соціальна сфера
У Шевченківському є початкова школа, амбулаторія, бібліотека, будинок культури.

## Релігія
В селі знаходиться Храм Усіх Святих (ПЦУ).